# ليفربول بليتز

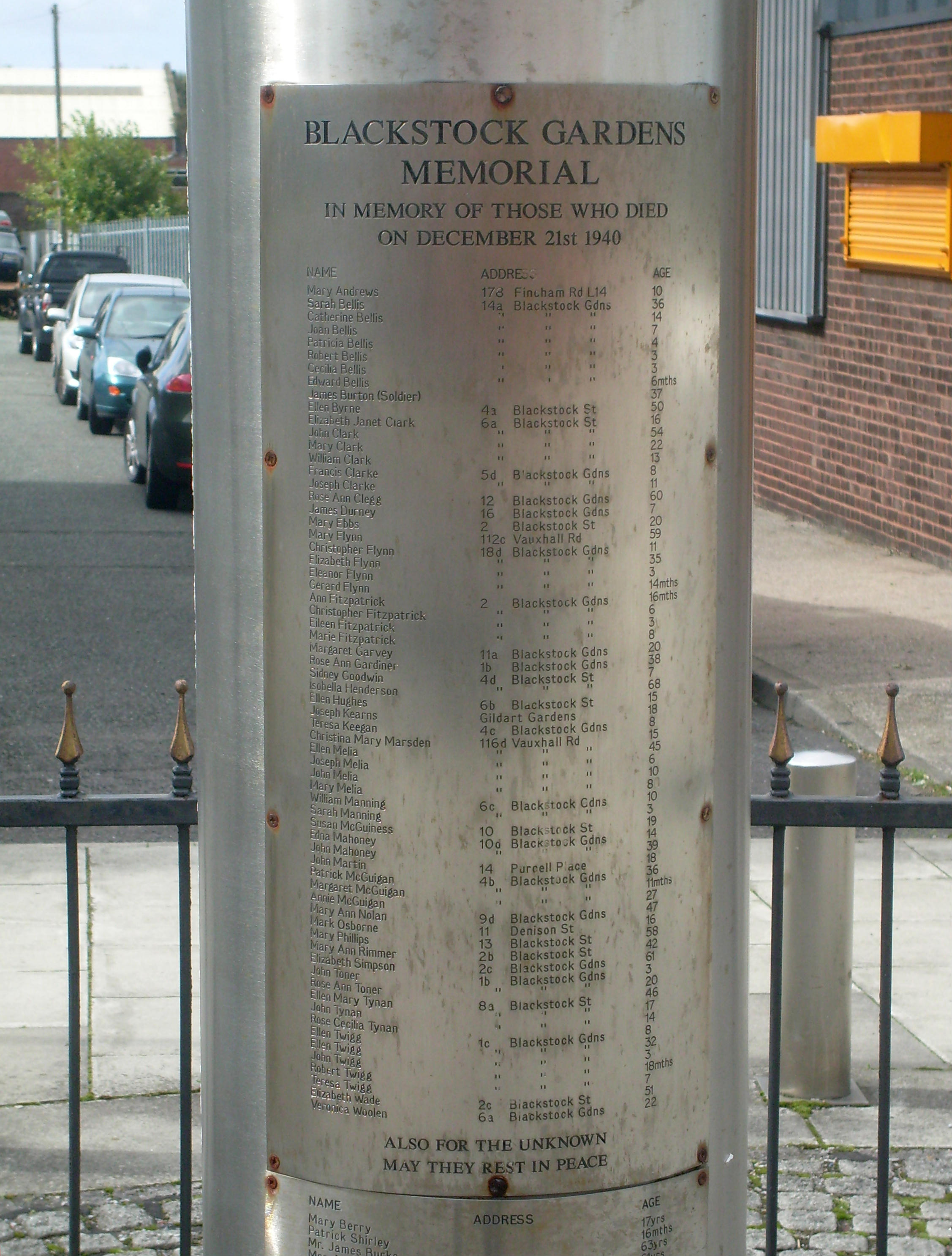
لوحة تذكارية للقتلى في 21 ديسمبر في حدائق بلاكستوك، ليفربول

ليفربول بليتز كان القصف العنيف والمستمر لمدينة ليفربول الإنجليزية والمنطقة المحيطة بها، خلال الحرب العالمية الثانية على يد لوفتفافه الألمانية.
كانت ليفربول أكثر المناطق تعرضًا للقصف الشديد في البلاد، خارج لندن،  بسبب وجود المدينة، إلى جانب بيركينهيد، أكبر ميناء على الساحل الغربي ولها أهمية كبيرة للمجهود الحربي البريطاني. كانت الحكومة تأمل في أن تخفي عن الألمان مقدار الأضرار التي لحقت بالأرصفة، لذلك ظلت التقارير عن القصف على مستوى منخفض. قُتل حوالي 4000 شخص في منطقة ميرسيسايد خلال الهجوم الخاطف. كان عدد القتلى هذا في المرتبة الثانية بعد لندن، التي عانت من 30.000 حالة وفاة بحلول نهاية الحرب.
كانت مواقع ليفربول وBootle ومجمع Wallasey Pool مواقع إستراتيجية مهمة للغاية خلال الحرب العالمية الثانية. كان ميناء ليفربول لسنوات عديدة الرابط الرئيسي للمملكة المتحدة مع أمريكا الشمالية، وسيثبت أنه جزء رئيسي في المشاركة البريطانية في معركة الأطلسي. بالإضافة إلى توفير مرسى للسفن البحرية من العديد من الدول، فإن أرصفة الميناء ستتعامل مع أكثر من 90 في المائة من جميع المواد الحربية التي تم جلبها إلى بريطانيا من الخارج مع مرور حوالي 75 مليون طن عبر 11 ميل (18 كـم) . كانت ليفربول النهاية الشرقية لسلسلة الإمدادات عبر المحيط الأطلسي لأمريكا الشمالية، والتي بدونها ما كانت بريطانيا واصلت الحرب.

## الاستعدادات للحرب
كان إجلاء الأطفال (عملية Pied Piper) في بداية الحرب، في سبتمبر 1939، إجراء وقائيًا لإنقاذ سكان المناطق الحضرية أو العسكرية من القصف الجوي الألماني. وشهدت عمليات الإجلاء التي نظمتها شركة ليفربول في الفترة من 1 إلى 6 سبتمبر، نقل 8.500 طفل ووالد ومعلم من المدينة إلى المناطق الريفية والبلدات الصغيرة في لانكشاير وويلز وتشيشير وشروسبيري وشروبشاير.
مع مرور الشهور دون وجود علامات على غارة جوية من قبل سلاح الجو النازي، أعاد العديد من الآباء أطفالهم إلى ليفربول، وبحلول يناير 1940، عاد 40٪ من الأطفال الذين تم إجلاؤهم إلى المدينة. 

## بداية الغارة
وقعت أول غارة جوية كبرى على ليفربول في أغسطس 1940، عندما هاجمت 160 قاذفة قنابل المدينة في ليلة 28 أغسطس.
استمر هذا الاعتداء على مدى الليالي الثلاث التالية، ثم بانتظام لبقية العام. كانت هناك 50 غارة على المدينة خلال فترة الثلاثة أشهر هذه. بعض هذه كانت طفيفة، تألفت من عدد قليل من الطائرات، واستمرت بضع دقائق، والبعض الآخر ضم ما يصل إلى 300 طائرة ولأكثر من عشر ساعات. وفي 18 سبتمبر / أيلول، قُتل 22 نزيلاً في والتون غول عندما دمرت قنابل شديدة الانفجار أحد أجنحة السجن.
شهد 28 نوفمبر غارة ثقيلة على المدينة، وأخطر حادث فردي، عندما تسببت ضربة على ملجأ للغارات الجوية في طريق دورنج في مقتل 166 شخصًا.  وصفها ونستون تشرشل بأنها «أسوأ حادث في الحرب».
وصل الهجوم الجوي في عام 1940 إلى ذروته مع هجوم عيد الميلاد، وهو قصف استمر ثلاث ليال في نهاية ديسمبر.

## غارة مايو

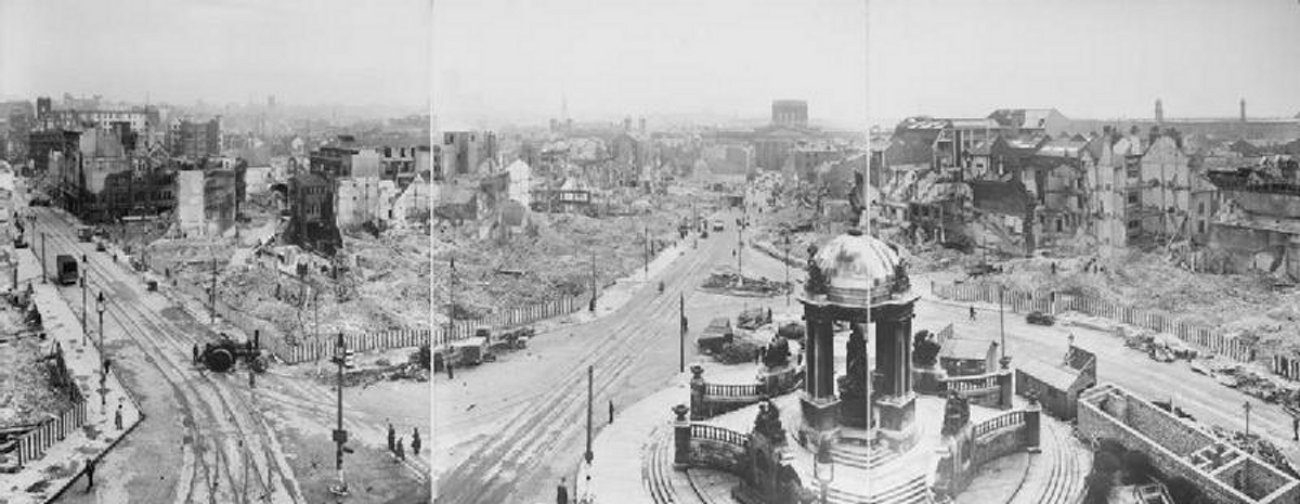
صورة بانورامية تظهر أضرار القنابل على ليفربول

### اقتباسات
1. 1 2  "Spirit of the Blitz - Merseyside Maritime Museum, Liverpool museums". www.liverpoolmuseums.org.uk. مؤرشف من الأصل في 2019-08-12. اطلع عليه بتاريخ 2019-02-18.
2. 1 2  "Coming danger - Merseyside Maritime Museum, Liverpool museums". www.liverpoolmuseums.org.uk. مؤرشف من الأصل في 2019-08-05. اطلع عليه بتاريخ 2019-02-18.
3. ↑  Whittington-Egan، Richard (1987). The Great Liverpool Blitz. The Gallery Press, Liverpool Dossier Series. ص. 34. ISBN:0-900389-27-3.
4. ↑  http://www.liverpoolecho.co.uk/news/liverpool-news/70th-anniversary-durning-road-bomb-3391399 70th anniversary of Durning Road bomb disaster that claimed 166 Liverpool lives نسخة محفوظة 2020-11-30 على موقع واي باك مشين.

## روابط خارجية
- تاريخ ليفربول بليتز
- الموقع الرسمي لكنيسة القديس لوقا المقصف نسخة محفوظة 12 أغسطس 2019 على موقع واي باك مشين.
- صور فوتوغرافية نسخة محفوظة 23 فبراير 2017 على موقع واي باك مشين.
- ماي بليتز على موقع يوتيوب
- متاحف ليفربول، مزيد من المعلومات
- موقع بي بي سي مع مزيد من المعلومات
- معلومات إضافية عن SS Malakand
- الجدول الزمني
- بعض تفاصيل هجوم ليفربول من الحسابات المباشرة والسبب في أن إيدج هيل كان هدفًا معينًا.